# Межиречье (Стрыйский район)
Межире́чье (укр. Межиріччя) — село в Жидачовской городской общине Стрыйского района Львовской области Украины.
Население по переписи 2020 года составляло 737 человек. Занимает площадь 2,29 км². Почтовый индекс — 81730. Телефонный код — 3239.